# LaTeX
LaTeX(/ˈleɪtɛk/ 레이텍[*] 또는 /ˈlɑːtɛk/ 라텍[*])은 문서 조판에 사용되는 프로그램이다. 도널드 커누스가 만든 TeX을 쉽게 사용하기 위하여 1984년에 레슬리 램포트가 만든 매크로이다. TeX을 직접 사용하기는 어렵기 때문에, 오늘날에는 LaTeX을 이용하여 문서를 만드는 경우가 많다.

변환되는 파일 포맷과 프로그램

## 라이선스
LaTeX 소프트웨어는 레이텍 프로젝트 공중 사용 허가서(LPPL)로 제공되는 자유 소프트웨어이다. 알아두어야 할 것은, LPPL은 GNU 일반 공중 사용 허가서(GPL) 현재, macOS와 솔라리스 등의 유닉스, 리눅스, BSD 계열 운영체제 같은 UNIX 호환 운영 체제, 마이크로소프트 윈도우 등 다양한 운영 체제에서 사용할 수 있다.

## 버전
현 {\displaystyle \mathrm {L\!\!^{{}_{\scriptstyle A}}\!\!\!\!\!\;\;T\!_{\displaystyle E}\!X} } 버전은 1994년 출시된 LaTeX2e이고, 최신 패치는 2021년 11월에 출판되었다 . 1994년부터는 LaTeX2e와는 별도로 개발한 LaTeX3 ({\displaystyle \mathrm {L\!\!^{{}_{\scriptstyle A}}\!\!\!\!\!\;\;T\!_{\displaystyle E}\!X} }{\displaystyle 3}) 프로젝트도 있었으나 2018년 취소되었다. 현재 LaTeX 개발팀은 LaTeX2e를 현대화하고 expl3, xparse 등 LaTeX3에서 새로 개발된 기능들을 LaTeX2e에 접목시키는데 중점을 두고 있다.

## 발음 및 표기법
TeX의 개발자인 커누스는 'T', 'E', 'X'가 그리스어 대문자인 타우, 엡실론, 키에서 기초했기에 TeX를 "테흐" 또는 "텍"이라고 발음하기를 강조하지만, LaTeX 개발자인 램포트는 LaTeX의 발음에 있어 "라텍", "레이텍", 나아가 "레이텍스"도 가능하다고 서술한다.
공식적으로 LaTeX는 {\displaystyle \mathrm {L\!\!^{{}_{\scriptstyle A}}\!\!\!\!\!\;\;T\!_{\displaystyle E}\!X} }와 같이 표기하고, 이 같은 표기가 불가능한 플레인 텍스트 또는 전자 우편의 경우에는 "LaTeX", "LaTeX 2e" 등으로 표기하도록 되어 있다. 웹 브라우저 용으로 LaTeX, XeTeX 등의 로고는 CSS나 HTML로 표현이 가능하다.

## 입출력 예시
아래는 LaTeX 입력의 예이다. 이 입력은 오른쪽 그림처럼 출력된다.
| \documentclass[12pt]{article} \usepackage{amsmath} \title{\LaTeX} \date{} \begin{document} \maketitle \LaTeX{} is a document preparation system for the \TeX{} typesetting program. It offers programmable desktop publishing features and extensive facilities for automating most aspects of typesetting and desktop publishing, including numbering and cross-referencing, tables and figures, page layout, bibliographies, and much more. \LaTeX{} was originally written in 1984 by Leslie Lamport and has become the dominant method for using \TeX; few people write in plain \TeX{} anymore. The current version is \LaTeX2e. % This is a comment; it will not be shown in the final output. % The following shows a little of the typesetting power of LaTeX: \begin{align} E &= mc^2 \\ m &= \frac{m_0}{\sqrt{1-\frac{v^2}{c^2}}} \end{align} \end{document} |

## 한글 조판
```
\documentclass
{
article
}

\usepackage
[hangul]
{
kotex
}

\begin
{
document
}

안녕하세요?

\end
{
document
}

```

위의 코드로도 한글을 조판할 수 있으며 이보다 더 다양한 방법들은 KTUG Wiki에서 확인할 수 있다.

## 같이 보기
- 닥북(DocBook)
- TeX
- MikTeX
- 수식 편집기